# Meritocracia
O termo Meritocracia, neologismo — do latim mereo ('ser digno, merecer') e do grego antigo κράτος, transl. krátos ('força, poder') — estabelece uma ligação direta entre mérito e poder.
Tanto a palavra mérito quanto a palavra poder têm diversos significados, o que faz com que o termo meritocracia seja polissémico. Desta maneira o termo pode tanto: ser interiorizado como um princípio de justiça (às vezes qualificado de utópico), e ainda, simultaneamente, criticado como um instrumento ideológico voltado para a manutenção de um sistema político desigual.
Um modelo meritocrático é um princípio ou ideal de organização social que busca promover os indivíduos — nos diferentes espaços sociais: escola, universidade, instituições civis ou militares, trabalho, iniciativa privada, poder público, etc — em função de seus méritos (aptidão, trabalho, esforços, competências, inteligência, virtude) e não de sua origem social (sistema de classes), de sua riqueza (reprodução social) ou de suas relações individuais (fisiologismo, nepotismo ou cooptação).
Sociólogos, pedagogos e filósofos discutem como explicar o modelo meritocrático onde 
| “ | nas sociedades contemporâneas, os indivíduos o interiorizam e o tratam como um modelo de justiça social. | ” |
|   | — Carole Daverne‑Bailly.                                                                                 |   |

Estes pesquisadores destacam as falhas e as insuficiências desse modelo: ausência real de igualdade de oportunidades, sua incapacidade de resolver, sozinho, as desigualdades (sociais, culturais, sexuais, etc) e sua limitada eficácia como "princípio de justiça", todas sujeitas a críticas. Para a maior parte dos pesquisadores, a verdadeira meritocracia — aquela que ofereceria, a cada um, aquilo que se mostrasse digno de obter — jamais existiu, em razão da falta, por exemplo, de medidas eficazes para compensar a desvantagem dos indivíduos, sejam elas biológicas (desde condições genéticas, até limitações fisiológicas), sociais ou econômicas.
Segundo Marie Duru-Bellat, a noção de mérito tem um caráter consensual e por isso "a meritocracia (...) gradualmente se impôs como o mais importante princípio de justiça, sobretudo na escola onde está no centro de seu funcionamento". Para François Dubet — que considera que "este modelo de justiça e igualdade tem uma força essencial: não existe nenhum outro!" — a meritocracia é uma "ficção necessária". Diversos pesquisadores — considerando que a ordem criada por ela não é uma verdadeira meritocracia — a qualificam de ideologia meritocrática, ou ainda de "mistificação", até mesmo de mito, dado o efeito prejudicial que apresenta quando, sem uma reflexão crítica sobre a natureza dos sistemas aos quais é aplicada (sociedade, Estado, escola, mundo do trabalho, etc), sem uma definição clara da noção de mérito ou da modalidade de recompensa e sem as ferramentas complementares para correção das desigualdades preexistentes, o modelo meritocrático produz efeitos muito distantes do ideal a que se propõe. Por exemplo ao reproduzir as desigualdades sociais, acaba por legitimá-las, atribuindo aos "perdedores" toda a responsabilidade por seu "fracasso".

## Etimologia
A palavra "meritocracia" foi utilizada pela primeira vez no livro The Rise of the Meritocracy (A ascensão da meritocracia, em tradução livre), de Michael Young (1958), o criador do termo.
No livro, uma "ficção-sociológica" distópica e satírica que pretende alertar contra os perigos de um sistema social baseado em medições padronizadas de capacidade, a palavra carrega um conteúdo negativo, pois a história trata de uma sociedade futura na qual a posição social de uma pessoa seria determinada pelo seu quociente de inteligência e pelo seu esforço. Nele o autor desenvolve a ideia de que, longe de ser ideal, este modelo, quando levado a extremos, produz "situações insuportáveis para os 'sem mérito', que acabam abandonados a sua própria sorte". Young utiliza a palavra mérito em um sentido pejorativo, diferente do comum ou daquele usado pelos defensores da meritocracia.
Young descreve uma sociedade onde este modelo deixa os indivíduos na base da pirâmide social incapazes de se defender dos abusos de uma elite autocrática. A aplicação integral do modelo meritocrático cria "uma sociedade de pesadelo para a população e danosa às relações sociais".

## Comentários sobre conceito
Diversos especialistas já analisaram o conceito de meritocracia.
Frédéric Gonthier entende que:
| “ | O modelo de justiça social predominante nas sociedades democráticas é normalmente apresentado como uma combinação de igualdade de oportunidades e mérito. Este modelo de justiça social se baseia em uma dupla abstração téorica: a igualdade de oportunidades pressupõe uma indefinição teórica da posição social em relação à origem social e o mérito pressupõe, de maneira complementar, uma definição teórica da posição social a partir das contribuições ou qualidades individuais. | ” |
|   | — Frédéric Gonthier. |   |

Agnès van Zanten faz a seguinte análise do significado e do alcance do conceito:
| “ | Se entendemos que a meritocracia é um sistema no qual as posições sociais são definidas exclusivamente com base no valor de cada um, sendo este último medido objetivamente por instâncias e autoridades incontestáveis, que seriam, nas sociedades onde vigora o formato escolar, a própria escola e seus professores, fica evidente que a meritocracia nunca existiu nem na França e nem em qualquer outro país. No entanto, se considerarmos, de uma maneira menos abstrata e mais sociológica, que a meritocracia é, sobretudo, um instrumento de justificação e um conjunto de dispositivos através dos quais a escola, como instituição, e os professores, como categoria profissional, pretendem exercer um poder significativo sobre a sociedade, desempenhando um papel importante na seleção dos mais aptos, fica possível estudar empiricamente a extensão de sua influência. | ” |
|   | — Agnès van Zanten. |   |

Élise Tenret, socióloga, observa — em Les 100 mots de l'éducation (em português As 100 palavras da educação) — que o "modelo meritocrático é particularmente valorizado nas sociedades modernas na medida em que sugere ser capaz de melhor alocar os cargos em função das capacidades dos candidatos". Ela destaca que a utilização ideológica do termo ganhou força ao "permitir às sociedades democráticas e desiguais justificar as desigualdades sociais (...) Desse modo, se as melhores posições são ocupadas pelos indivíduos com mais mérito, isso resulta em que, aqueles que não obtiveram sucesso devem assumir inteiramente a responsabilidade por seu fracasso".
Para Vincent Dupriez a noção geral de meritocracia "refere-se ao princípio que estabelece que uma sociedade justa é aquela que dá a todos o lugar que merecem, de acordo com seus esforços e talentos, em vez de um lugar arbitrariamente herdado".

## Igualitarismo e Meritocracia
Frédéric Gonthier questiona a coerência da relação entre igualitarismo e meritocracia — assim como a própria validade da expressão, proposta por François Dubet, em 2004: "a igualdade meritocrática de oportunidades" — e pergunta se "a combinação entre 'igualdade de oportunidades' sociais e mérito" é "capaz de compor um modelo normativo intrinsecamente coerente?" Georges Felouzis considera, por sua vez, que a igualdade de oportunidades é um componente essencial do mérito, de maneira que não se opõem.
De acordo com Marie Duru-Bellat, "a meritocracia (...) gradualmente se impôs como o mais importante princípio de justiça, sobretudo na escola onde está no centro de seu funcionamento". O sucesso e o caráter "consensual" da ideia de mérito resulta, em parte, por sua "capacidade de conciliar o ideal igualitário das sociedades democráticas e suas desigualdades reais entre suas posições sociais". A autora — destacando o quanto este princípio deixa a desejar e observando que segue havendo uma forte relação causal entre o meio social de origem e o desempenho acadêmico de cada um — reforça que a questão da igualdade de oportunidades não recebe a merecida atenção e que medidas como a discriminação positiva "não corrigem o problema central do método e nem desfazem a força com que desigualdades sociais impactam de uma maneira importante o desenvolvimento das crianças". Marie Duru-Bellat conclui "que não se trata de rejeitar a meritocracia como um todo, mais sim o uso exclusivo ou excessivo do mérito como princípio de justiça. Se trata de articulá-lo com outras lógicas, mais individualizáveis, como por exemplo o da igualdade". Lembrando que a ausência da noção de mérito no sistema educativo corre o risco de nutrir um "sentimento de injustiça", ela propõe adotar uma posição intermediária entre igualdade e mérito e observa: "não é interessante que se reforce excessivamente a igualdade pois dessa maneira se ignoraria os méritos individuais, mas também não devemos permitir que a noção de mérito prevaleça pois, dessa maneira, se estabelece uma luta sem misericórdia, muito cruel com os mais fracos".
Éric Charbonnier lista alguns fatores que — em certos países, Austrália, Canadá, Finlândia, Japão, etc — permitem atingir melhores resultados educativos: capacitação rigorosa dos professores (que acabam por também se beneficiar do consequente reconhecimento social), coesão das equipes, métodos pedagógicos adaptados aos alunos, redução da carga horária escolar, criação de grupos de reforço para os alunos com pior desempenho, menor índice de repetição de série escolar que na França, etc.

## Aristocracia e Meritocracia
Etimologicamente, aristocracia é um quase-sinônimo de meritocracia. Entretanto, histórica e politicamente, o conceito de aristocracia remete a um sistema de castas privilegiadas de natureza hereditária que difere da natureza individual do sucesso defendido pela meritocracia.

## Origens e História
Os primeiros indícios de um mecanismo semelhante à meritocracia remontam à Antiguidade, na China. Confúcio e Han Fei são dois pensadores que propuseram um sistema próximo ao meritocrático. Também podem ser citados Gengis Khan, Oliver Cromwell e Napoleão Bonaparte; cada qual utilizou, no exército e na vida política de seus estados, elementos meritocráticos.[carece de fontes?]

## Críticas e controvérsias
A meritocracia está associada, por exemplo, ao estado burocrático, sendo a forma pela qual os funcionários estatais são selecionados para seus postos de acordo com sua capacidade (através de concursos, por exemplo). Ou ainda — associação mais comum — aos exames de ingresso ou avaliação nas escolas, nos quais não há discriminação entre os alunos quanto ao conteúdo das perguntas ou temas propostos. Assim, meritocracia também indica posições ou colocações conseguidas por mérito pessoal.
Embora a maioria das organizações seja apologista da meritocracia, esta não se expressa na sua forma pura em nenhum lugar. Governos como o de Singapura e o da Finlândia utilizam padrões meritocráticos para a escolha de autoridades, mas misturados com outros.
O principal argumento em favor da meritocracia é que ela proporcionaria maior justiça do que outros sistemas hierárquicos, uma vez que as distinções baseadas na meritocracia não costumam se dar por sexo, raça, riqueza, posição social ou discriminação positiva. Além disso, em teoria, a meritocracia, através da competição entre os indivíduos, estimularia o aumento da produtividade e da eficiência na sociedade.
Embora o sufixo "cracia" sugira um sistema de governo, ela possui, na verdade, um sentido mais amplo. Em organizações, pode ser uma forma de recompensa por esforços, geralmente associada à escolha de posições ou atribuição de funções. Atualmente, a palavra "meritocracia" costuma ser frequentemente usada para descrever um tipo de sociedade onde riqueza, renda e classe social são determinadas através de competição, assumindo-se que os vencedores, de fato, merecem tais vantagens. Consequentemente, a palavra adquiriu uma conotação de "darwinismo social", e é usada para descrever sociedades agressivamente competitivas, com grandes diferenças de renda e riqueza, em contraste com sociedades igualitárias.
Governos e organismos meritocráticos enfatizam talento, educação formal e competência, independentemente das diferenças de oportunidade existentes, ligadas à classe social, etnia ou sexo do indivíduo.
Em uma democracia representativa, onde o poder está, teoricamente, nas mãos dos representantes eleitos, elementos meritocráticos incluem o uso de consultorias especializadas para ajudar na formulação de políticas e um serviço civil meritocrático para implementá-las.
Um dos problemas para a implementação de um sistema meritocrático é definir exatamente o que cada um entende por "mérito". Para os defensores da meritocracia, mérito significa, aproximadamente, habilidade, inteligência e esforço. Uma crítica comumente feita à meritocracia é justamente a ausência de uma medida específica desses valores, além da arbitrariedade de sua escolha. Além disso, o argumento meritocrático pode ser um mero discurso para mascarar ou justificar privilégios.
Em entrevista para a BBC Brasil em outubro de 2020, Daniel Markovits, professor da Universidade de Yale e escritor do livro The Meritocracy Trap (A armadilha da meritocracia, em tradução livre) disse que a meritocracia é uma farsa, acentua a desigualdade social e criou um ressentimento na sociedade que ajudou a eleger os presidentes populistas Donald Trump e Jair Bolsonaro: 
Mérito ou meritocracia é a ideia de que as pessoas devem se destacar não com base na classe social de seus pais, mas com base em suas próprias conquistas — em quão produtivas e habilidosas elas são. O problema do mérito na nossa sociedade é que se tornou um sistema fechado e auto sustentável em que ocorre o seguinte: as elites dão educação aos seus filhos de uma maneira que ninguém mais consegue pagar. Aí, as pessoas que têm acesso a essa educação incrível que ninguém mais consegue pagar, transformam o mercado de trabalho de forma que os trabalhos que pagam os melhores salários são exatamente os que exigem as habilidades que só a educação mais cara proporciona.

É um sistema fechado. Não estamos tratando das pessoas que vão bem na escola na maioria da sociedade, estamos falando de quem faz o seu melhor de acordo com um conjunto de padrões construídos especificamente para favorecê-las. É por isso que o mérito é uma farsa.(...) A meritocracia produz uma elite que diz servir ao interesse público, mas que, na verdade, serve a si mesma. Dessa forma, o que faz é dar a todo o restante da sociedade uma razão poderosa para desconfiar das elites. E um elemento do populismo é a desconfiança em relação às elites. (...) A desigualdade que venho descrevendo é sistêmica, estrutural, mas não é absoluta. É sempre possível para as pessoas — ou por serem excepcionalmente talentosas ou por serem excepcionalmente sortudas — sair da armadilha. Uma sociedade justa e eficiente não faz suas regras e políticas básicas com a exceção em mente, e sim com a maioria das pessoas em mente.— Daniel Markovits